# Медиа-башня
«Медиа-башня» — лэнд-артовский проект Николая Полисского 2003 года. Осуществлён совместно с участниками Никола-Ленивецких промыслов возле деревни Никола-Ленивец на территории нынешнего Парка «Никола-Ленивец». Самый высокий объект Полисского. Сожжена во время масленичного перформанса «Укрощение огня, или Русский космизм» Николая Полисского и Германа Виноградова 22 февраля 2004 года.

## Сожжение
В 2005 году я понял, что нужно убирать нашу «Эйфелеву башню». Разбирать её было сложно, и мы решили славно её сжечь. Позвали нашего штатного Герострата, который у нас всё сжигает, — Германа Виноградова. И башня очень красиво, пафосно исчезла.